# Liste der Monuments historiques in Valigny
Die Liste der Monuments historiques in Valigny führt die Monuments historiques in der französischen Gemeinde Valigny auf.

## Liste der Objekte
| Bezeichnung                                      | Beschreibung                          | Standort                 | Kennzeichnung | Schutzstatus | Datum | Bild |
| ------------------------------------------------ | ------------------------------------- | ------------------------ | ------------- | ------------ | ----- | ---- |
| Skulptur der heiligen Margarethe                 | Holz, 17. Jahrhundert                 | in der Kirche Notre-Dame | PM03000546    | Classé       | 1938  |      |
| Skulptur der heiligen Barbara                    | Stein, 16. Jahrhundert                | in der Kirche Notre-Dame | PM03000545    | Classé       | 1938  |      |
| Skulptur Verkündigungsengel                      | Holz, farbig gefasst, 17. Jahrhundert | in der Kirche Notre-Dame | PM03000547    | Classé       | 1967  |      |
| Skulptur der Jungfrau Maria bei der Verkündigung | Holz, farbig gefasst, 17. Jahrhundert | in der Kirche Notre-Dame | PM03000548    | Classé       | 1967  |      |